# 傅好禮
傅好禮（1543年—1613年），字伯恭，又字子讓，順天府固安縣（今屬河北省）馬慶里人。明朝政治人物，萬曆甲戌進士，官至太常寺少卿。

## 生平
萬曆元年（1573年）癸酉科順天府鄉試第一百三十三名舉人。萬曆二年（1574年）聯捷甲戌科進士，授陝西涇陽縣知縣。治最，八年六月升雲南道監察御史，十一年四月復除山東道，十二年八月以母老身疾乞归。起復原职，十五年巡按浙江，十六年二月条上恤民十二事。十七年又改巡按山東。不久，因病請歸。
萬曆二十一年（1593年）二月，朝廷召為光祿寺少卿，八月改太僕寺少卿，再升太常寺少卿。因上疏抨擊神宗征稅苛政，二十六年十二月被貶山西大同府廣昌（今淶源縣）典史。到任後不久即請歸，家居十五年後卒。天启年間，追贈太常寺卿。《明史》有傳。

## 事跡
傅好禮任涇陽縣知縣，愛民禮士，有古代循吏之風。任內修葺官署、文廟、學宮，并延請邑人魏恭襄纂修縣誌。
傅好禮任職御史時，曾陳述時政，請求限制遊宴，禁止私自操练兵马，并取消外戚世封，皆切中時弊。又上《崇實》、《杜漸》等疏，言辭懇切直率。
巡按浙江期間，適逢饑荒，好禮動用孥銀二萬兩，留漕精米二萬石賑濟災民，并上書請罪，得到神宗寬恕。
巡按山東期間，泰安州同知張壽朋本應貶職，被文選郎謝廷寀用為永平府推官，號稱「州同知六品，而推官七品」。好禮彈劾其不合制度，謝廷寀因此被罰停俸，張壽朋則改調。
萬曆年間，征稅官員四處搜刮，天下多有不滿。萬曆二十六年（1598年）冬，有奸民張禮等冒充官吏，糾集百十人分別占據近京要地，勒索民間財物，有人不給即毆打致死。時任太常寺少卿的傅好禮議論此害時寫道：「自朝鮮用兵，畿民富者貧，貧者死，思亂已久，奈何又虐征。國家縱貧，亦不當頭會箕斂，括細民續命之脂膏；況奸徒所得千萬，輸朝廷者什一耳，陛下何利為之。」上奏入宮，四日未報，于是再次疏請。神宗大怒，傳旨降其職三級，離京任職。大理寺卿吳定上疏求情。神宗更加震怒，將好禮貶為大同廣昌典史，調至邊境。好禮雖被貶，神宗終於命令緝拿張禮等二十八人入獄，其害方除。

## 家族
曾祖傅聚。祖父傅佐，父傅永昌，驿丞。母馮氏。慈侍下。

## 延伸阅读
[在维基数据编辑]
 《明史卷二百三十七》，出自《明史》

| 官衔          | 官衔                            | 官衔          |
| ------------- | ------------------------------- | ------------- |
| 前任： 翟廷楠 | 陝西西安府涇陽縣知縣 萬曆初上任 | 繼任： 蕭汝芳 |